# Sciadocladus menziesii
Sciadocladus menziesii là một loài Rêu trong họ Hypnodendraceae. Loài này được (Hook.) A. Jaeger ex Broth. mô tả khoa học đầu tiên năm 1909.